# Московский международный кинофестиваль 1995
XIX Московский международный кинофестиваль состоялся в 1995 году. Открылся 17 июля 1995 года.

## Жюри
Председатель отборочной комиссии: Мирон Черненко
Председатель жюри: Ричард Гир, актёр ( США)
Состав жюри:
- Фридрих Горенштейн — сценарист и писатель ( Германия)
- Аурелио де Лаурентис — продюсер ( Италия)
- Отар Иоселиани — режиссёр ( Франция)
- Ласло Ковач — оператор ( США)
- Иржи Менцель — режиссёр ( Чехия)
- Дэвид Робинсон[англ.] — историк кино и кинокритик ( Великобритания)
- Лидия Федосеева-Шукшина — актриса ( Россия)
- Джером Хеллман — продюсер ( США)
- Конрад Холл — оператор ( США)

## Фильмы-участники
- «Англичанин, который поднялся на холм, а спустился с горы» — The Englishman Who Went Up a Hill But Came Down a Mountain ( Великобритания —  США, режиссёр Кристофер Монгер)
- «Верх, низ, хрупко» — Haut bas fragile ( Франция, режиссёр Жак Риветт)
- «Государственный секрет» — Segreto di stato ( Италия, режиссёр Джузеппе Феррара)
- «Какая чудная игра» — ( Россия, режиссёр Пётр Тодоровский)
- «Марио и волшебник» — Mario und der Zauberer ( Германия —  Франция —  Австрия, режиссёр Клаус Мария Брандауэр)
- «Мраморная задница» — Dupe od mramora (Югославия, режиссёр Желимир Жилник)
- «Обращённый» — Zawrócony ( Польша, режиссёр Казимеж Куц)
- «Парни побоку» — Boys on the Side ( США, режиссёр Герберт Росс)
- «Покоритель» — Чжэнфучжэ ( Китай, режиссёр Тэн Вэньцзи)
- «Послеполуденное завещание» — Гого-но юигондзё ( Япония, режиссёр Канэто Синдо)
- «Сельская жизнь» — Country Life ( Австралия, режиссёр Майкл Блейкмор)
- «Семья охотника» — ( Казахстан, режиссёр Шапига Мусина)
- «След» — Iz ( Турция, режиссёр Йешим Устаоглу)
- «Экстремальная ситуация» — Condition Red ( Финляндия —  США —  Германия —  Франция, режиссёр Мика Каурисмяки)
- «Спасибо за каждое новое утро» — Díky za každé nové ráno ( Чехия, режиссёр Милан Штайндлер)
- «Твоя жизнь — опыт расследования» — «Возьми свою жизнь — персональное исследование» Tag ditt liv — en personundersokning ( Швеция, режиссёр Еран дю Реес)
- «Торговец лапшой» — Мее рок man ( Сингапур, режиссёр Эрик Ху)
- «Турецкая страсть» — La pasion turca ( Испания, режиссёр Висенте Аранда)
- «Удивительное путешествие Корнела Эшти» — Esti Kornél csodálatos utazása ( Венгрия, режиссёр Йожеф Пачковски)
- «Французская женщина» — Une femme française ( Франция —  Великобритания —  Германия, режиссёр Режис Варнье)
- «Ягуар» — Ягуарос ( Греция, режиссёр Катерина Евангелаку)
- «Яйца» — Eggs ( Норвегия, режиссёр Бент Хамер)

## Награды

### «Золотой Георгий»
Не присуждался.

### «Специальный серебряный Георгий»
- Оператор Лайош Кольтаи («Марио и волшебник» / Mario und der Zauberer) ( Германия —  Франция —  Австрия)

### «Серебряный Георгий»
За режиссуру
- Режис Варнье («Французская женщина» / Une femme francaise) ( Франция —  Великобритания —  Германия)
- Милан Штайндлер («Спасибо за каждое новое утро» / Diki za kazde nove rano) ( Чехия)

За актёрское мастерство
- Актёр Габриэль Барилли («Французская женщина» / Une femme francaise)
- Актриса Эмманюэль Беар («Французская женщина» / Une femme francaise)

### Премия ФИПРЕССИ
- «Послеобеденное завещание» — Гого-но юигондзё ( Япония, режиссёр Канэто Синдо)

### Приз христианского жюри
- «Англичанин, который поднялся на холм, а спустился с горы» / The Englishman Who Went Up a Hill But Came Down a Mountain ( Великобритания —  США, режиссёр Кристофер Монгер)

### Почётные дипломы
За вклад в развитие киноискусства
- Сергей Бондарчук, режиссёр ( Россия), посмертно
- Тонино Гуэрра, сценарист ( Италия)
- Беата Тышкевич, актриса ( Польша)